# Campista direito

A posição do campista direito.

Campista direito (português brasileiro) ou Defesa direito (português europeu) (em inglês: right fielder, sigla RF) é um defensor externo no beisebol que joga na defesa do campo direito. O campo direito é a área do campo externo à direita de uma pessoa que está do home plate. No sistema de marcação dos jogadores de defesa, o campista direito é assinalado pelo número 9.